# Communauté de communes du Pays d’Argentat
Die Communauté de communes du Pays d’Argentat ist ein ehemaliger französischer Gemeindeverband mit der Rechtsform einer Communauté de communes im Département Corrèze in der Region Nouvelle-Aquitaine. Sie wurde am 11. Dezember 2002 gegründet und umfasste elf Gemeinden. Der Verwaltungssitz befand sich im Ort Argentat.

## Historische Entwicklung
Mit Wirkung vom 1. Januar 2017 fusionierte der Gemeindeverband mit der
- Communauté de communes du Canton de Mercœur und der
- Communauté de communes du Canton de Saint-Privat

und bildete so die Nachfolgeorganisation Communauté de communes Xaintrie Val’Dordogne. Bei dieser Gelegenheit bildete die Gemeinde Argentat mit der aus der Communauté de communes du Doustre et du Plateau des Étangs stammenden Gemeinde Saint-Bazile-de-la-Roche eine Commune nouvelle mit dem Namen Argentat-sur-Dordogne.

## Ehemalige Mitgliedsgemeinden
1. Albussac
2. Argentat
3. Forgès
4. Monceaux-sur-Dordogne
5. Neuville
6. Saint-Bonnet-Elvert
7. Saint-Chamant
8. Saint-Hilaire-Taurieux
9. Saint-Martial-Entraygues
10. Saint-Martin-la-Méanne
11. Saint-Sylvain